# マカオの警察

マカオ警察のマーク

マカオ治安警察局（マカオちあんけいさつきょく、葡: Corpo de Polícia de Segurança Pública）は、ポルトガル統治下のマカオ政庁及び、現在のマカオ特別行政区の管轄下にある警察。

## 沿革
1691年にポルトガルが上陸してこの土地を植民地にして以降海軍兵士が保安任務に携わり、1841年にマカオ政庁が警察を誕生させる。
1861年、マカオ警察は警察部隊と改称される。
1999年、マカオは中国に返還され、警察部隊は澳門治安警察局と再び改称される。

## 組織

### 指揮部
治安警察局は局長が指揮し、その下に二人の副局長がついている。
ポルトガル領マカオ時代はポルトガル人が局長他上級職に就任していたが、中国返還後にマカオ市民が局長に就任するようになった。

### 各部署

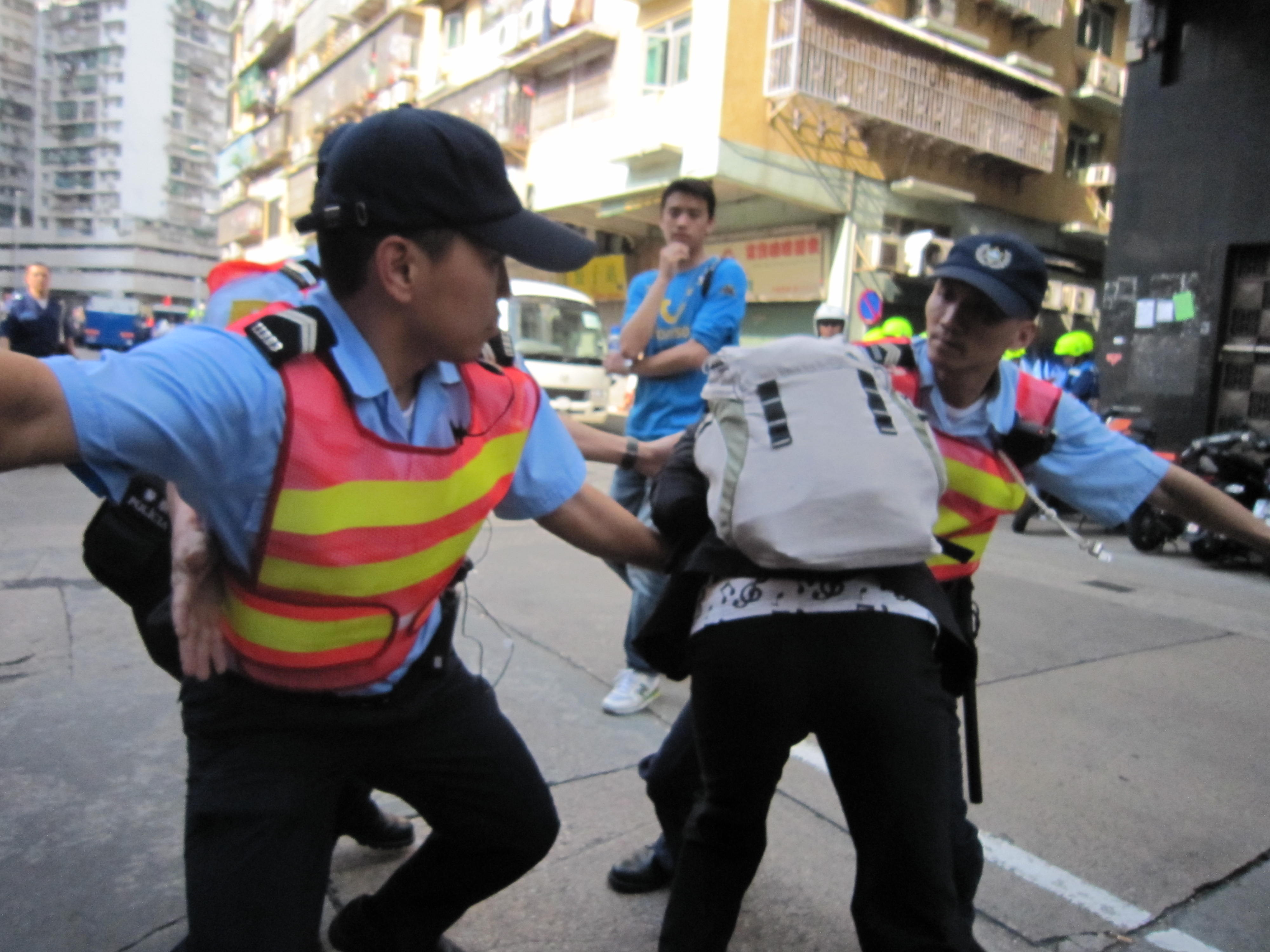
2010年の暴動を鎮圧するマカオ警察

資源管理部
情報部
行動部
出入境事務部
交通部
澳門警務部
海島市警務部
特警隊
通称UTIP（Police Intervention Tactical Unit）。要人警護や警察犬の運用。機動隊による暴動鎮圧などを担当する。
- 特別行動組

治安警察局が保有する特殊部隊。ポルトガルの治安警察特殊作戦部隊と同様「Grupo de Operaccoes Especiais」と訳する。
また、香港のSDUにちなんで「澳門飛虎隊」と呼称することもある。
警察学校
警察音楽隊

## 装備
制服警官は主にS&W M10リボルバー拳銃を使用し、また私服警官はコルト・ディテクティブスペシャルのような短いリボルバー拳銃を使っている。
武装警察である特警隊はグロック19やH&K MP5及びMP9。特別行動組はそれらの他にもシグザウエルP226、H&K G36、SIG SG552、H&K PSG1などを装備する。
また機動隊的任務を持つ特暴隊では、盾の他に警棒や非致死性ランチャーといった装備も保有している。